# Goudotina
Goudotina is een geslacht van kevers uit de familie bladkevers (Chrysomelidae).
De wetenschappelijke naam van het geslacht werd in 1910 gepubliceerd door Julius Weise.

## Soorten
- Goudotina bicolor Weise, 1910
- Goudotina femorata Bechyne, 1952
- Goudotina pauliani Bechyne, 1964
- Goudotina prasinella Bechyne, 1952
- Goudotina thoracica Bechyne, 1952